# Championnat d'Espagne de rugby à XV 2020-2021
Navigation
División de Honor 2019-2020 División de Honor 2021-2022
Le championnat d'Espagne de rugby à XV 2020-2021, qui porte le nom de División de Honor 2020-2021 est une compétition de rugby à XV qui oppose les douze meilleurs des clubs espagnols. 

## Participants
Les 12 équipes de la División de Honor sont :
| Alcobendas Barcelone Cisneros Burgos Les Abelles Santander Ordizia El Salvador Santboiana Valladolid Getxo Sevilla |

| Équipe                                | Stade                               | Ville                 |
| ------------------------------------- | ----------------------------------- | --------------------- |
| Lexus Alcobendas Rugby                | Las Terrazas                        | Alcobendas            |
| Universidad de Burgos - Bajo Cero     | San Amaro                           | Burgos                |
| Ampo Ordizia RE                       | Stade municipal d'Altamira          | Ordizia               |
| Independiente RC                      | Campo Municipal de San Román        | Santander             |
| Complutense Cisneros                  | Central de la Ciudad Universitaria  | Madrid                |
| SilverStorm El Salvador               | Stade Pepe-Rojo                     | Valladolid            |
| Barça Rugbi                           | La Teixonera                        | Barcelone             |
| Getxo RT                              | Campo Rugby Fadura                  | Getxo                 |
| UE Santboiana                         | Estadi Baldiri Aleu                 | Sant Boi de Llobregat |
| VRAC Quesos Entrepinares              | Stade Pepe-Rojo                     | Valladolid            |
| CP Les Abelles                        | Campo de Rugby Jorde Diego Pantera  | Valence               |
| Ciencias Universidad Pablo de Olavide | Instalaciones Deportivas La Cartuja | Séville               |

## Format de la compétition
Du fait de la pandémie de Covid-19, le format de la compétition est modifié. 
- Lors du premier tour, chaque équipe se rencontrera une fois (6 équipes recevront 6 fois, 6 autres ne recevront que 5 fois).
- Les six meilleures équipes du premier tour se joueront entre elles dans une nouvelle phase de poule, les six autres tenteront d'éviter la relégation. Les résultats acquis lors du premier tour face aux concurrents de la poule de classement sont conservés.
- Le titre sera déterminé après une phase finale. Les six clubs de la poule haute seront qualifiés, ainsi que les deux premiers de la poule basse. Le dernier de la poule basse sera relégué, tandis que l'avant-dernier jouera un barrage de promotion/relégation face au vice-champion de deuxième division.

## Résumé des résultats
À la suite du forfait de dernière minute du CR Santander (es), un barrage de promotion est organisé avant le début de la saison. Le match opposa Hernani (es) (dernier de la saison 2019-2020) au C.P. Les Abelles (3ème de deuxième division), à la suite du refus du Jaén Rugby (es). Les Abelles s'est imposé 13-12, et est ainsi promu.

### Classement de la première phase
| Rang | Club            | J  | V  | N | D  | Pm  | Pe  | Diff | Pts |
| ---- | --------------- | -- | -- | - | -- | --- | --- | ---- | --- |
| 1    | Valladolid (T)  | 11 | 10 | 0 | 1  | 326 | 164 | +162 | 47  |
| 2    | Alcobendas      | 11 | 9  | 0 | 2  | 342 | 143 | +199 | 42  |
| 3    | El Salvador     | 11 | 8  | 0 | 3  | 304 | 196 | +108 | 39  |
| 4    | Ordizia         | 11 | 8  | 0 | 3  | 349 | 210 | +139 | 37  |
| 5    | Burgos          | 11 | 8  | 0 | 3  | 315 | 199 | +116 | 37  |
| 6    | Barcelone       | 11 | 7  | 0 | 4  | 296 | 222 | +74  | 34  |
| 7    | Santboiana      | 11 | 5  | 0 | 6  | 331 | 308 | +23  | 25  |
| 8    | Cisneros        | 11 | 4  | 0 | 7  | 252 | 264 | -12  | 19  |
| 9    | Les Abelles (P) | 11 | 2  | 1 | 8  | 175 | 359 | -184 | 11  |
| 10   | Independiente   | 11 | 1  | 0 | 10 | 196 | 412 | -216 | 8   |
| 11   | Getxo (P)       | 11 | 1  | 2 | 8  | 202 | 422 | -220 | 8   |
| 12   | Ciencias        | 11 | 1  | 1 | 9  | 157 | 346 | -189 | 7   |

|  | poule haute (no 1, no 2, no 3, no 4, no 5, no 6).    |
|  | poule basse (no 7, no 8, no 9, no 10, no 11, no 12). |
|  | T : tenant du titre 2020, P : promu 2020.            |

Attribution des points : victoire sur tapis vert : 5, victoire : 4, match nul : 2, défaite : 0, forfait : -2 ; plus les bonus (offensif : 4 essais marqués ; défensif : défaite par 7 points d'écart ou moins).
Règles de classement : ?

#### Résultats détaillés
L'équipe qui reçoit est indiquée dans la colonne de gauche.
| Clubs                                 | ALC   | BAR   | ABE   | BUR   | CIE   | CIS   | ESV   | GET   | IND   | ORD   | SNB   | VAL   |
| ------------------------------------- | ----- | ----- | ----- | ----- | ----- | ----- | ----- | ----- | ----- | ----- | ----- | ----- |
| Lexus Alcobendas Rugby                |       | 26-15 | 56-6  |       | 47-3  | 27-18 | 26-5  | 39-6  |       |       |       |       |
| Barça Rugbi                           |       |       | 51-21 |       |       | 33-14 | 28-29 |       | 47-14 |       | 18-12 |       |
| CP Les Abelles                        |       |       |       |       | 17-6  | 24-22 | 22-42 |       | 18-39 |       | 24-31 |       |
| Universidad de Burgos - Bajo Cero     | 31-29 | 18-29 | 21-0  |       |       | 31-20 |       |       |       | 27-24 | 39-22 |       |
| Ciencias Universidad Pablo de Olavide |       | 11-28 |       | 19-36 |       |       |       | 31-31 |       | 3-28  |       | 6-35  |
| Complutense Cisneros                  |       |       |       |       | 18-12 |       | 8-27  | 51-18 | 36-15 |       | 35-16 |       |
| SilverStorm El Salvador               |       |       |       | 32-0  | 24-6  |       |       | 48-19 |       | 37-23 |       | 13-20 |
| Getxo RT                              |       | 15-26 | 14-14 | 5-51  |       |       |       |       |       | 29-46 |       | 14-38 |
| Mazabi Santander Independiente RC     | 10-31 |       |       | 3-55  | 21-28 |       | 22-26 | 25-32 |       |       |       | 14-40 |
| Ampo Ordizia RE                       | 16-10 | 39-5  | 36-12 |       |       | 28-16 |       |       | 49-14 |       | 41-25 |       |
| UE Santboiana                         | 14-31 |       |       |       | 61-32 |       | 22-21 | 53-19 | 50-19 |       |       | 25-29 |
| VRAC Quesos Entrepinares              | 19-20 | 23-16 | 41-17 | 16-6  |       | 33-14 |       |       |       | 32-19 |       |       |

|  | Victoire à domicile |  | Match nul |  | Défaite à domicile |

### Classement de la deuxième phase

#### Groupe 1 (Poule haute)
| Rang | Club           | J  | V | N | D | Pm  | Pe  | Diff | Pts |
| ---- | -------------- | -- | - | - | - | --- | --- | ---- | --- |
| 1    | Alcobendas     | 10 | 8 | 0 | 2 | 246 | 164 | +82  | 35  |
| 2    | Valladolid (T) | 10 | 7 | 0 | 3 | 222 | 194 | +28  | 31  |
| 3    | El Salvador    | 10 | 5 | 0 | 5 | 226 | 219 | +7   | 22  |
| 4    | Ordizia        | 10 | 4 | 0 | 6 | 219 | 244 | -25  | 20  |
| 5    | Barcelone      | 10 | 3 | 0 | 7 | 261 | 287 | -26  | 17  |
| 6    | Burgos         | 10 | 3 | 0 | 7 | 207 | 273 | -66  | 14  |

|  | qualification en 1/4 de finale (no 1, no 2, no 3, no 4, no 5, no 6). |
|  | T : tenant du titre 2020, P : promu 2020.                            |

Attribution des points : victoire sur tapis vert : 5, victoire : 4, match nul : 2, défaite : 0, forfait : -2 ; plus les bonus (offensif : 4 essais marqués ; défensif : défaite par 7 points d'écart ou moins).
Règles de classement : ?

##### Résultats détaillés
L'équipe qui reçoit est indiquée dans la colonne de gauche. Les matchs de la première phase sont conservés.
| Clubs                             | ALC   | BAR   | BUR   | ESV   | ORD   | VAL   |
| --------------------------------- | ----- | ----- | ----- | ----- | ----- | ----- |
| Lexus Alcobendas Rugby            |       | 26-15 | 22-13 | 26-5  | 21-14 | 33-11 |
| Barça Rugbi                       | 30-32 |       | 39-33 | 28-29 | 57-21 | 23-27 |
| Universidad de Burgos - Bajo Cero | 31-29 | 18-29 |       | 33-24 | 27-24 | 26-34 |
| SilverStorm El Salvador           | 10-27 | 39-19 | 32-0  |       | 37-23 | 13-20 |
| Ampo Ordizia RE                   | 16-10 | 39-5  | 24-20 | 18-20 |       | 21-15 |
| VRAC Quesos Entrepinares          | 19-20 | 23-16 | 16-6  | 25-17 | 32-19 |       |

|  | Victoire à domicile |  | Match nul |  | Défaite à domicile |

#### Groupe 2 (poule basse)
| Rang | Club            | J  | V | N | D | Pm  | Pe  | Diff | Pts |
| ---- | --------------- | -- | - | - | - | --- | --- | ---- | --- |
| 7    | Cisneros        | 10 | 9 | 0 | 1 | 336 | 196 | +140 | 40  |
| 8    | Ciencias        | 10 | 5 | 1 | 4 | 237 | 233 | +4   | 25  |
| 9    | Santboiana      | 10 | 5 | 0 | 5 | 306 | 287 | +19  | 25  |
| 10   | Les Abelles (P) | 10 | 4 | 1 | 5 | 210 | 250 | -40  | 22  |
| 11   | Independiente   | 10 | 3 | 0 | 7 | 221 | 265 | -44  | 18  |
| 12   | Getxo (P)       | 10 | 2 | 2 | 6 | 228 | 312 | -84  | 14  |

|  | qualification en 1/4 de finale (no 7, no 7). |
|  | barrage de relégation (no 11).               |
|  | relégation (no 12).                          |
|  | T : tenant du titre 2020, P : promu 2020.    |

Attribution des points : victoire sur tapis vert : 5, victoire : 4, match nul : 2, défaite : 0, forfait : -2 ; plus les bonus (offensif : 4 essais marqués ; défensif : défaite par 7 points d'écart ou moins).
Règles de classement : ?

##### Résultats détaillés
L'équipe qui reçoit est indiquée dans la colonne de gauche. Les résultats du premier tour sont conservés.
| Clubs                                 | ABE   | CIE   | CIS   | GET   | IND   | SNB   |
| ------------------------------------- | ----- | ----- | ----- | ----- | ----- | ----- |
| CP Les Abelles                        |       | 17-6  | 24-22 | 29-19 | 18-39 | 24-31 |
| Ciencias Universidad Pablo de Olavide | 17-10 |       | 23-30 | 31-31 | 16-15 | 51-14 |
| Complutense Cisneros                  | 62-24 | 18-12 |       | 51-18 | 36-15 | 35-16 |
| Getxo RT                              | 14-14 | 16-21 | 25-34 |       | 29-30 | 25-24 |
| Mazabi Santander Independiente RC     | 27-23 | 21-28 | 13-15 | 25-32 |       | 17-18 |
| UE Santboiana                         | 13-27 | 61-32 | 26-32 | 53-19 | 50-19 |       |

|  | Victoire à domicile |  | Match nul |  | Défaite à domicile |

### Phase finale

#### Matchs pour le titre
|  | Quarts de finale                      | Quarts de finale                  | Quarts de finale         | Quarts de finale         |                          |                          | Demi-finales | Demi-finales | Demi-finales | Demi-finales |  |  | Finale | Finale | Finale | Finale |
|  |                                       |                                   |                          |                          |                          |                          |              |              |              |              |  |  |        |        |        |        |
|  |                                       |                                   |                          |                          |                          |                          |              |              |              |              |  |  |        |        |        |        |
|  |                                       |                                   |                          |                          |                          |                          |              |              |              |              |  |  |        |        |        |        |
|  | Lexus Alcobendas Rugby                | Lexus Alcobendas Rugby            | par forfait              | par forfait              |                          |                          |              |              |              |              |  |  |        |        |        |        |
|  | Lexus Alcobendas Rugby                | Lexus Alcobendas Rugby            | par forfait              | par forfait              |                          |                          |              |              |              |              |  |  |        |        |        |        |
|  | Ciencias Universidad Pablo de Olavide |                                   |                          |                          |                          |                          |              |              |              |              |  |  |        |        |        |        |
|  | Lexus Alcobendas Rugby                | Lexus Alcobendas Rugby            | 43                       | 43                       |                          |                          |              |              |              |              |  |  |        |        |        |        |
|  | Lexus Alcobendas Rugby                | Lexus Alcobendas Rugby            | 43                       | 43                       |                          |                          |              |              |              |              |  |  |        |        |        |        |
|  |                                       |                                   | Barça Rugbi              | Barça Rugbi              | 14                       | 14                       |              |              |              |              |  |  |        |        |        |        |
|  | Ampo Ordizia RE                       | Ampo Ordizia RE                   | Barça Rugbi              | Barça Rugbi              | 14                       | 14                       | 9            | 9            |              |              |  |  |        |        |        |        |
|  | Ampo Ordizia RE                       | Ampo Ordizia RE                   |                          |                          |                          |                          |              | 9            |              |              |  |  |        |        |        |        |
|  | Barça Rugbi                           | Barça Rugbi                       | 16                       | 16                       |                          |                          |              |              |              |              |  |  |        |        |        |        |
|  | Barça Rugbi                           | Barça Rugbi                       | 16                       | 16                       | Lexus Alcobendas Rugby   | Lexus Alcobendas Rugby   | 15           | 15           |              |              |  |  |        |        |        |        |
|  |                                       |                                   |                          |                          | Lexus Alcobendas Rugby   | Lexus Alcobendas Rugby   | 15           | 15           |              |              |  |  |        |        |        |        |
|  |                                       |                                   | VRAC Quesos Entrepinares | VRAC Quesos Entrepinares | 19                       | 19                       |              |              |              |              |  |  |        |        |        |        |
|  | VRAC Quesos Entrepinares              | VRAC Quesos Entrepinares          | VRAC Quesos Entrepinares | VRAC Quesos Entrepinares | 19                       | 19                       | 14           | 14           |              |              |  |  |        |        |        |        |
|  | VRAC Quesos Entrepinares              | VRAC Quesos Entrepinares          |                          |                          |                          |                          |              |              |              |              |  |  |        |        |        |        |
|  | Complutense Cisneros                  | Complutense Cisneros              | 12                       | 12                       |                          |                          |              |              |              |              |  |  |        |        |        |        |
|  | Complutense Cisneros                  | Complutense Cisneros              | 12                       | 12                       | VRAC Quesos Entrepinares | VRAC Quesos Entrepinares | 16           | 16           |              |              |  |  |        |        |        |        |
|  |                                       |                                   |                          |                          | VRAC Quesos Entrepinares | VRAC Quesos Entrepinares | 16           | 16           |              |              |  |  |        |        |        |        |
|  |                                       |                                   | SilverStorm El Salvador  | SilverStorm El Salvador  | 13                       | 13                       |              |              |              |              |  |  |        |        |        |        |
|  | SilverStorm El Salvador               | SilverStorm El Salvador           | SilverStorm El Salvador  | SilverStorm El Salvador  | 13                       | 13                       | 34           | 34           |              |              |  |  |        |        |        |        |
|  | SilverStorm El Salvador               | SilverStorm El Salvador           |                          |                          |                          |                          |              | 34           |              |              |  |  |        |        |        |        |
|  | Universidad de Burgos - Bajo Cero     | Universidad de Burgos - Bajo Cero | 26                       | 26                       |                          |                          |              |              |              |              |  |  |        |        |        |        |
|  | Universidad de Burgos - Bajo Cero     | Universidad de Burgos - Bajo Cero | 26                       | 26                       |                          |                          |              |              |              |              |  |  |        |        |        |        |
|  |                                       |                                   |                          |                          |                          |                          |              |              |              |              |  |  |        |        |        |        |

##### Résultats détaillés

###### Quarts de finale
| Dimanche 16 mai 2021 | VRAC Quesos Entrepinares | 14-12 (8-6) | Complutense Cisneros | Stade Pepe-Rojo, Valladolid |
| Dimanche 16 mai 2021 | Essai(s) : 1 Carrió (13e) Pénalité(s) : 2 Taibo (25e, 62e) Drop(s) : 1 Taibo (80e) Carton(s) jaune(s) : 2 Ortiz (53e), Casañas (68e) |             | Pénalité(s) : 4 Vinuesa (35e, 40e, 58e, 73e) Carton(s) jaune(s) : 1 Fonseca (22e) Carton(s) rouge(s) : 1 Rodriguez Guerra (28e) | Stade Pepe-Rojo, Valladolid |
| Dimanche 16 mai 2021 | |             | | Stade Pepe-Rojo, Valladolid |

| Samedi 15 mai 2021 | SilverStorm El Salvador | 34-26 (17-12) | Universidad de Burgos - Bajo Cero | Stade Pepe-Rojo, Valladolid |
| Samedi 15 mai 2021 | Essai(s) : 5 Ignacio Martínez (18e), Smith (24e), Trevithick (37e), essai de pénalité (60e), du Toit (65e), Transformation(s) : 2 du Toit (19e, 66e) Pénalité(s) : 1 Munilla (75e) |               | Essai(s) : 4 Guido (7e), Zabalegui (28e), Cronje (49e), Weersma (70e) Transformation(s) : 3 Weersma (29e, 50e, 71e) Carton(s) jaune(s) : 1 Wozniak (57e) | Stade Pepe-Rojo, Valladolid |
| Samedi 15 mai 2021 | |               | | Stade Pepe-Rojo, Valladolid |

| Dimanche 16 mai 2021 | Ampo Ordizia RE                                                                         | 9-16 (6-0) | Barça Rugbi | Stade municipal d'Altamira, Ordizia |
| Dimanche 16 mai 2021 | Pénalité(s) : 2 Cruz (37e, 51e) Drop(s) : 1 Cruz (5e) Carton(s) jaune(s) : 1 Cruz (67e) |            | Essai(s) : 1 Pigatto (44e) Transformation(s) : 1 Guemes (45e) Pénalité(s) : 2 Guemes (53e, 67e) Drop(s) : 1 Guemes (62e) Carton(s) jaune(s) : 1 Isaack (73e) | Stade municipal d'Altamira, Ordizia |
| Dimanche 16 mai 2021 |                                                                                         |            | | Stade municipal d'Altamira, Ordizia |

###### Demi-finales
| Dimanche 23 mai 2021 | Lexus Alcobendas Rugby | 43-14 (21-14) | Barça Rugbi | Campo de rugby Las Terrazas, Alcobendas |
| Dimanche 23 mai 2021 | Essai(s) : 6 Perotti (2e), Stewart (13e), Dominguez (50e), van den Berg (55e), Ovejero (60e), Martinez (78e) Transformation(s) : 2 Lopez (3e, 56e) Pénalité(s) : 3 Lopez (11e, 22e, 33e) Carton(s) jaune(s) : 2 Schab (7e), Molinero (15e) |               | Essai(s) : 1 Aira (15e) Pénalité(s) : 3 Guemes (8e) (25e, 37e) Carton(s) jaune(s) : 3 Cetti (48e), Granell (53e), Miro (79e) | Campo de rugby Las Terrazas, Alcobendas |
| Dimanche 23 mai 2021 | |               | | Campo de rugby Las Terrazas, Alcobendas |

| Dimanche 23 mai 2021 | VRAC Quesos Entrepinares | 16-13 (10-3) | SilverStorm El Salvador                                                                              | Stade Pepe-Rojo, Valladolid |
| Dimanche 23 mai 2021 | Essai(s) : 1 Alonso (25e) Transformation(s) : 2 Taibo (26e) Pénalité(s) : 3 Taibo (10e, 71e, 77e) Carton(s) jaune(s) : 3 Alonso (14e), Papa (30e), Stöhr (65e) |              | Essai(s) : 1 de la Llana (56e) Transformation(s) : 1 Munilla (57e) Pénalité(s) : 2 Munilla (7e, 66e) | Stade Pepe-Rojo, Valladolid |
| Dimanche 23 mai 2021 | |              | | Stade Pepe-Rojo, Valladolid |

###### Finale
| Dimanche 30 mai 2021 | Lexus Alcobendas Rugby                          | 15-19 (6-6) | VRAC Quesos Entrepinares                                                                             | Campo de rugby Las Terrazas, Alcobendas |
| Dimanche 30 mai 2021 | Pénalité(s) : 5 Lopez (16e, 28e, 45e, 50e, 66e) |             | Essai(s) : 1 Bell (62e) Transformation(s) : 1 Taibo (62e) Pénalité(s) : 4 Taibo (7e) (14e, 68e, 77e) | Campo de rugby Las Terrazas, Alcobendas |
| Dimanche 30 mai 2021 |                                                 |             | | Campo de rugby Las Terrazas, Alcobendas |

| Titulaires Guillermo Dominguez 15 Mauricio Londoño 14 Richard Stewart 13 Jano Cherr 12 Sergio Molinero 11 Javier Lopez 10 Mauro Perotti 9 Niels van de Ven 8 Mikaele Tapili 7 Luciano Molina 6 Adrian Hall 5 Matías Cabrera 4 Joaquín Dominguez 3 Santiago Ovejero 2 Federico Villegas 1 Remplaçants Jorge Fuente 16 Damián España 17 Gavin van den Berg 18 Luis Aranda 19 Olmo Rodriguez 20 Xabier Martin 21 Valerio Lo Sasso 22 Diego de Minteguiaga 23 |  | Titulaires · 15 Tomás Carrió · 14 John-Wessel Bell · 13 Alejandro Alonso · 12 Guillermo Mateu · 11 Pedro de la Lastra · 10 Baltazar Taibo · 9 Pablo Gil · 8 Siosiua Moala · 7 Gabriel Velez · 6 Jorge Ortiz · 5 Sacha Casañas · 4 Kalokalo Gavidi · 3 Mariano Viano · 2 Pablo Miejomolle · 1 Raul Calzon · Remplaçants · 16 Daniel Stöhr · 17 Federico Fontana · 18 Francisco Blanco · 19 Álvaro Pirez · 20 Alvaro Melendez · 21 Axel Papa · 22 Jaime Moncada · 23 Tani Bay · |

### Barrage de promotion/relégation
| Dimanche 29 mai 2021 | Independiente RC | 21-34 (6-27) | Bizkaia Gernika R.T. | Stade Pepe-Rojo, Valladolid |
| Dimanche 29 mai 2021 | Essai(s) : 3 Romero (47e), Sharp (73e), Grey (79e) Pénalité(s) : 2 Forrest (19e, 23e) Carton(s) jaune(s) : 2 Parada (27e), Pelozzi (36e) |              | Essai(s) : 4 Gorostiza (10e), Olaeta (29e), Lamas (37e), de Bod (77e) Transformation(s) : 4 Masuku (en) (11e, 30e, 38e, 78e) Pénalité(s) : 2 Masuku (7e, 22e) Carton(s) jaune(s) : 1 Gorostiza (12e) | Stade Pepe-Rojo, Valladolid |
| Dimanche 29 mai 2021 | |              | | Stade Pepe-Rojo, Valladolid |

Le Bizkaia Gernika R.T. est promu en première division, accompagné du CR La Vila, champion de 2ème division. L'Independiente RC est relégué en seconde division, tout comme Getxo, dernier de saison régulière.

## Statistiques

### Meilleurs réalisateurs
| Rang | Joueur          | Club                              | Poste            | Points |
| ---- | --------------- | --------------------------------- | ---------------- | ------ |
| 1    | Javier Lopez    | Lexus Alcobendas Rugby            | Demi d'ouverture | 189    |
| 2    | Valentin Cruz   | Ampo Ordizia RE                   | Demi d'ouverture | 171    |
| 3    | Baltazar Taibo  | VRAC Quesos Entrepinares          | Demi d'ouverture | 156    |
| 4    | Bautista Guemes | FC Barcelone                      | Demi d'ouverture | 144    |
| 5    | David Weersma   | Universidad de Burgos - Bajo Cero | Centre           | 137    |
| 5    | Hendri Rust     | SilverStorm El Salvador           | Arrière          | 137    |
| 7    | Gonzalo Vinuesa | Complutense Cisneros              | Demi d'ouverture | 98     |
| 8    | Albert Millan   | UE Santboiana                     | Demi de mêlée    | 77     |
| 9    | Tomás Carrió    | VRAC Quesos Entrepinares          | Arrière          | 73     |
| 10   | Mauro Perotti   | Lexus Alcobendas Rugby            | Demi de mêlée    | 67     |

### Meilleurs marqueurs
| Rang | Joueur             | Club                              | Poste            | Essais |
| ---- | ------------------ | --------------------------------- | ---------------- | ------ |
| 1    | Mauro Perotti      | Lexus Alcobendas Rugby            | Demi de mêlée    | 12     |
| 2    | Pablo Ortiz        | Barça Rugbi                       | Arrière          | 10     |
| 3    | Pau Aira           | Barça Rugbi                       | Ailier           | 9      |
| 3    | Tomas Jorge        | Ampo Ordizia RE                   | Arrière          | 9      |
| 3    | Pedro de la Lastra | VRAC Quesos Entrepinares          | Ailier           | 9      |
| 6    | Gert Cronje        | Universidad de Burgos - Bajo Cero | Ailier           | 8      |
| 6    | Martin du Toit     | SilverStorm El Salvador           | Demi d'ouverture | 8      |
| 8    | Hendri Rust        | SilverStorm El Salvador           | Arrière          | 7      |
| 8    | Ruan Snyman        | Universidad de Burgos - Bajo Cero | Troisième ligne  | 7      |